# Kanton Aizenay
 Aizenay  is een kanton van het Franse departement Vendée. Het kanton maakt deel uit van het arrondissement La Roche-sur-Yon.   
In 2020 telde het 48.556 inwoners.
Het kanton werd gevormd ingevolge het decreet van 17 februari 2014 met uitwerking op 22 maart 2015 met Aizenay als hoofdplaats.

## Gemeenten
Het kanton omvatte bij zijn vorming 14 gemeenten.
Op 1 januari 2016 werden de gemeenten Belleville-sur-Vie en Saligny samengevoegd tot de fusiegemeente (commune nouvelle) Bellevigny en de gemeenten Mormaison, Saint-André-Treize-Voies en Saint-Sulpice-le-Verdon samengevoegd tot de fusiegemeente (commune nouvelle) Montréverd.
Sindsdien omvat het kanton volgende gemeenten:
- Aizenay
- Beaufou
- Bellevigny
- La Génétouze
- L'Herbergement
- Les Lucs-sur-Boulogne
- Montréverd
- Le Poiré-sur-Vie
- Rocheservière
- Saint-Denis-la-Chevasse
- Saint-Philbert-de-Bouaine